# Ковда (приток Ваги)
Ковда — река в Верховажском районе Вологодской области, правый приток Ваги. Берёт начало из озера Ковжинское. На всём протяжении течёт на запад. Заселена в основном в нижнем течении. Происхождение названия реки связывают с распространённым в многих прибалтийско-финских и саамском языках словом "койв" - берёза. Таким образом, вероятное толкование названия реки Ковда - "Берёзовка".
Длина — 41 км, площадь водосборного бассейна — 203 км².

## Данные водного реестра
- Бассейновый округ — Двинско-Печорский
- Речной бассейн — Северная Двина
- Речной подбассейн — Северная Двина ниже места слияния Вычегды и Малой Северной Двины
- Водохозяйственный участок — Вага

## Карты
- Лист карты P-37-131,132 Чушевская. Масштаб: 1 : 100 000. Указать дату выпуска/состояния местности.
- Лист карты P-38-121,122 Рогна. Масштаб: 1 : 100 000. Состояние местности на 1987 год. Издание 1991 г.